# Лайхо, Алекси
Ма́ркку У́ула Але́кси Ла́йхо, фин. Markku Uula Alexi Laiho; 8 апреля 1979, Эспоо, Финляндия — 29 декабря 2020 год, Хельсинки, Финляндия) — финский гитарист-виртуоз, вокалист, наиболее известный как фронтмен мелодик-дэт-метал группы Children of Bodom и участием в группе Sinergy. После распада Children of Bodom в конце 2019 года основал супергруппу Bodom After Midnight.

## Биография
Лайхо начал свой музыкальный путь в возрасте пяти лет, начав заниматься фортепиано, а позже, с семи лет, скрипкой. Под влиянием музыки, которую слушала его старшая сестра Анна, а она увлекалась такими метал-группами, как W.A.S.P., Poison и Stone, в одиннадцать лет он бросил игру на классических инструментах, предпочтя гитару. Записанная на кассету песня Стива Вая «For the Love of God» полностью укрепила его желание стать гитаристом. Вскоре он начал брать уроки игры в Финской консерватории PoP & Jazz, там же он продолжил учиться игре на фортепиано. После выхода Something Wild из-за нервного срыва принял около тридцати транквилизаторов, в связи с чем потерял сознание и попал в больницу. После этого он решил не проходить лечение в больнице, а усилил график занятий на гитаре.
В начале 2000-х был женат на Кимберли Госс, известной как основательница супергруппы Sinergy, а до того — как клавишница Ancient, Therion и Dimmu Borgir. В 2004 году они развелись, но остались хорошими друзьями.
На стиль игры Лайхо во многом повлиял Роопе Латвала, игравший в группе Stone (через несколько лет Латвала стал его согруппником в Sinergy, а позднее и в Children of Bodom).
В 2007 году Лайхо повредил себе плечо в боулинг-клубе. В 2009 году получил травму, упав со спальной полки в гастрольном автобусе, получив переломы ключицы и пальцев ног. После этого инцидента он не стал обращаться за медицинской помощью, и выступил на 10 концертах. Однако, как выяснилось, у него была травма уже более 10 лет, о которой он не знал. Он заявил журналу Guitar World, что не может играть, как раньше, и ему приходилось учиться играть заново. Выходя на сцену, он превозмогал дикие боли, принимал болеутоляющие средства.
Входил в топ-100 самых быстрых гитаристов по версии журнала Guitar World.
Постепенно стал украшать себя разными татуировками, одни из самых знаменитых — HATE на пальцах правой руки и COBHC на пальцах левой руки, на кисть левой руки была татуировка в виде змеи.
В 2014 году принимал участие в записи альбома Inferno Марти Фридмана. Его вокал и гитарные соло-партии есть в композиции «Lycanthrope».
Совместно с Чаком Билли и другими музыкантами выпустил трибьют Рэнди Роадсу. Также выступил в качестве гостевого музыканта на альбоме Metal группы Annihilator.
В 2017 году женился на Келли Райт.
В 2020 году создал группу Bodom After Midnight. Лайхо успел записать для новой группы три песни и одно музыкальное видео, которые не были опубликованы на момент его кончины.
4 января 2021 года на официальном сайте Children of Bodom появилось сообщение о том, что Алекси Лайхо умер в своём доме в Хельсинки в возрасте 41 года «на прошлой неделе в конце прошлого года». В последнее время музыкант имел серьёзные проблемы со здоровьем. Точная дата смерти (29 декабря) оставалась неизвестной вплоть до 4 февраля, когда его жена опубликовала фото с похорон музыканта, которые состоялись 28 января. Позже его бывшая жена Кимберли Госс получила отчет, в котором указана причина смерти — алкогольная дегенерация соединительной ткани печени и поджелудочной железы. Кроме того, в организме Лайхо был обнаружен коктейль из обезболивающих, опиоидов и лекарств от бессонницы.

## Дискография
| №   | Год  | Группа               | Название релиза                 | Тип релиза / Комментарий |
| --- | ---- | -------------------- | ------------------------------- | ------------------------ |
| 1.  | 1994 | Inearthed            | Implosion of Heaven             | демо                     |
| 2.  | 1995 | Inearthed            | Ubiquitous Absence of Remission | демо                     |
| 3.  | 1996 | Inearthed            | Shining                         | демо                     |
| 4.  | 1997 | Children of Bodom    | Something Wild                  | альбом                   |
| 5.  | 1999 | Children of Bodom    | Hatebreeder                     | альбом                   |
| 6.  | 1999 | Children of Bodom    | Tokyo Warhearts                 | live CD                  |
| 7.  | 1999 | Sinergy              | Beware the Heavens              | альбом                   |
| 8.  | 2000 | Children of Bodom    | Follow the Reaper               | альбом                   |
| 9.  | 2000 | Impaled Nazarene     | Nihil                           | альбом                   |
| 10. | 2000 | Sinergy              | To Hell and Back                | альбом                   |
| 11. | 2002 | Sinergy              | Suicide by My Side              | альбом                   |
| 12. | 2003 | Children of Bodom    | Hate Crew Deathroll             | альбом                   |
| 13. | 2004 | Kylähullut           | Keisarinleikkaus                | альбом                   |
| 14. | 2005 | Kylähullut           | Turpa Täynnä                    | альбом                   |
| 15. | 2005 | Children of Bodom    | Are You Dead Yet?               | альбом                   |
| 16. | 2007 | Kylähullut           | Lisää Persettä Rättipäille      | мини-альбом              |
| 17. | 2007 | Kylähullut           | Peräaukko Sivistyksessä         | альбом                   |
| 18. | 2008 | Children of Bodom    | Blooddrunk                      | альбом                   |
| 19. | 2011 | Children of Bodom    | Relentless Reckless Forever     | альбом                   |
| 20. | 2013 | Children of Bodom    | Halo of Blood                   | альбом                   |
| 21. | 2015 | Children of Bodom    | I Worship Chaos                 | альбом                   |
| 22. | 2019 | Children of Bodom    | Hexed                           | альбом                   |
| 23. | 2021 | Bodom After Midnight | Paint the Sky with Blood        | мини-альбом              |

#### Как гость
- 2007 — Annihilator — Metal (гитарные соло в песне "Downright Dominate")
- 2014 — Марти Фридман — Inferno (гитара и вокал в песне "Lycanthrope")
- 2019 — Death Angel — Humanicide (гитарное соло в треке "Ghost of Me")